# إدوين بيكرستاف
إدوين روبرت بيكرستاف (بالإنجليزية: Edwin Bickerstaff)‏ (20 نوفمبر 1920 - 23 نوفمبر 2008) طبيبُ أعصابٍ بريطاني. يُعرف لوصفه التهاب جذع الدماغ لبيكرستاف ونوعٍ فرعيٍ من الصداع النصفي (الصداع النصفي القاعدي) والذي يطلق عليه أحيانًا «الصداع النصفي لبيكرستاف».